# Münsingen
Münsingen je město v kantonu Bern, v okrese Bern-Mittelland. V prosinci 2016 žilo v obci 11 998 obyvatel.

## Historie
Münsingen byl založen jako keltská vesnice kolem roku 400 před naším letopočtem. V době římské zde byl venkovský dvůr nebo malá osada. V letech 993 až 1010 je zmiňován jako Munisingam. Po roce 1377 získalo všechna práva město Bern. V roce 1877 byl statek Johannese Steigera odkoupen kantonem Bern a byl přeměněn na kantonální psychiatrickou kliniku.

## Ekonomika
Nejvýznamnější firmou je USM, výrobce kancelářského nábytku.

## Demografie
V roce 2007 žilo v obci 9,2% cizích státních příslušníků. Počet obyvatel je stále rostoucí. Podle údajů z roku 2000 mluvilo 92,9% obyvatel německy.

## Družební města
- Münsingen (Bádensko-Württembersko)
- Humpolec

## Fotogalerie

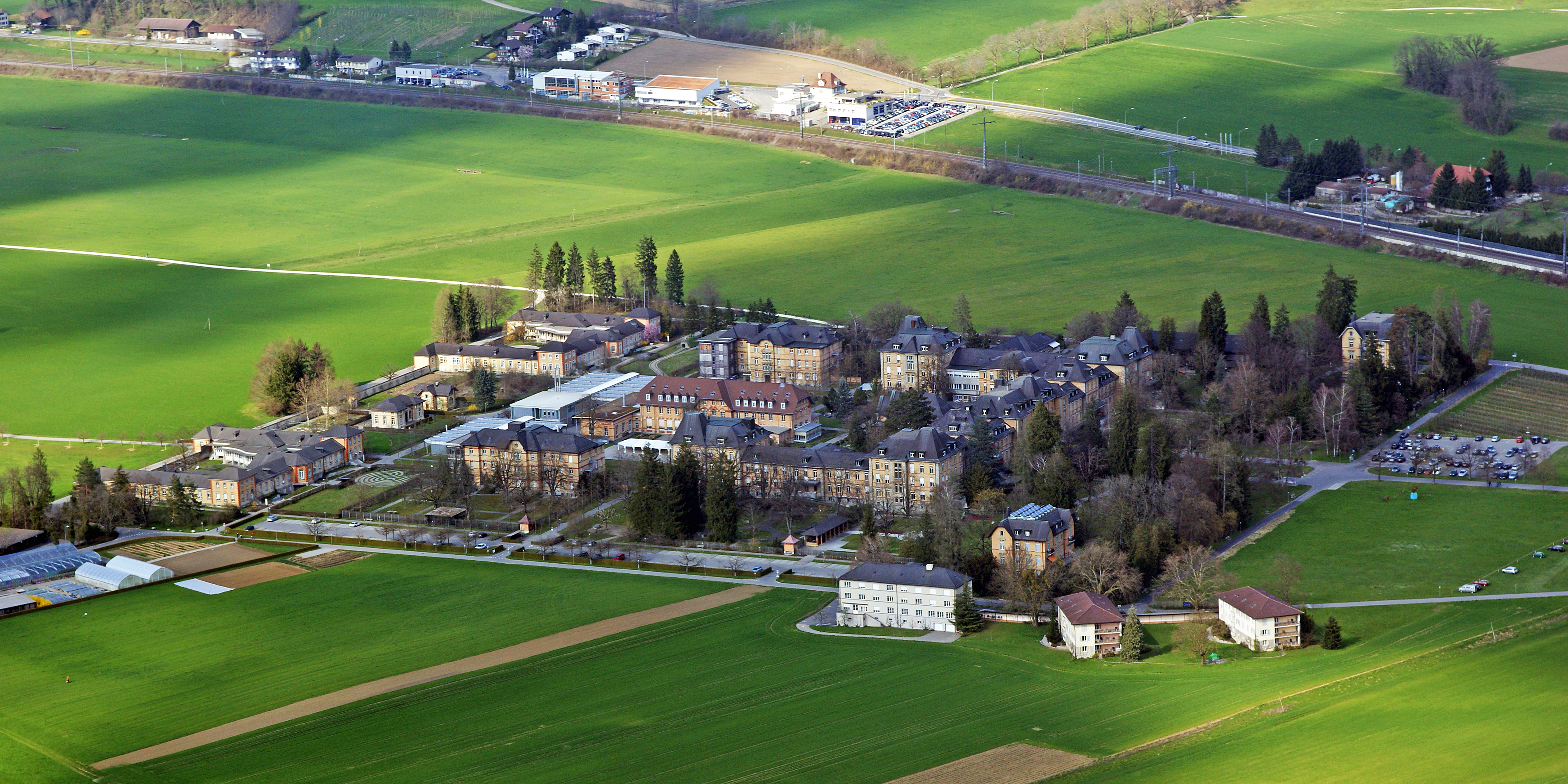
Psychiatrická klinika
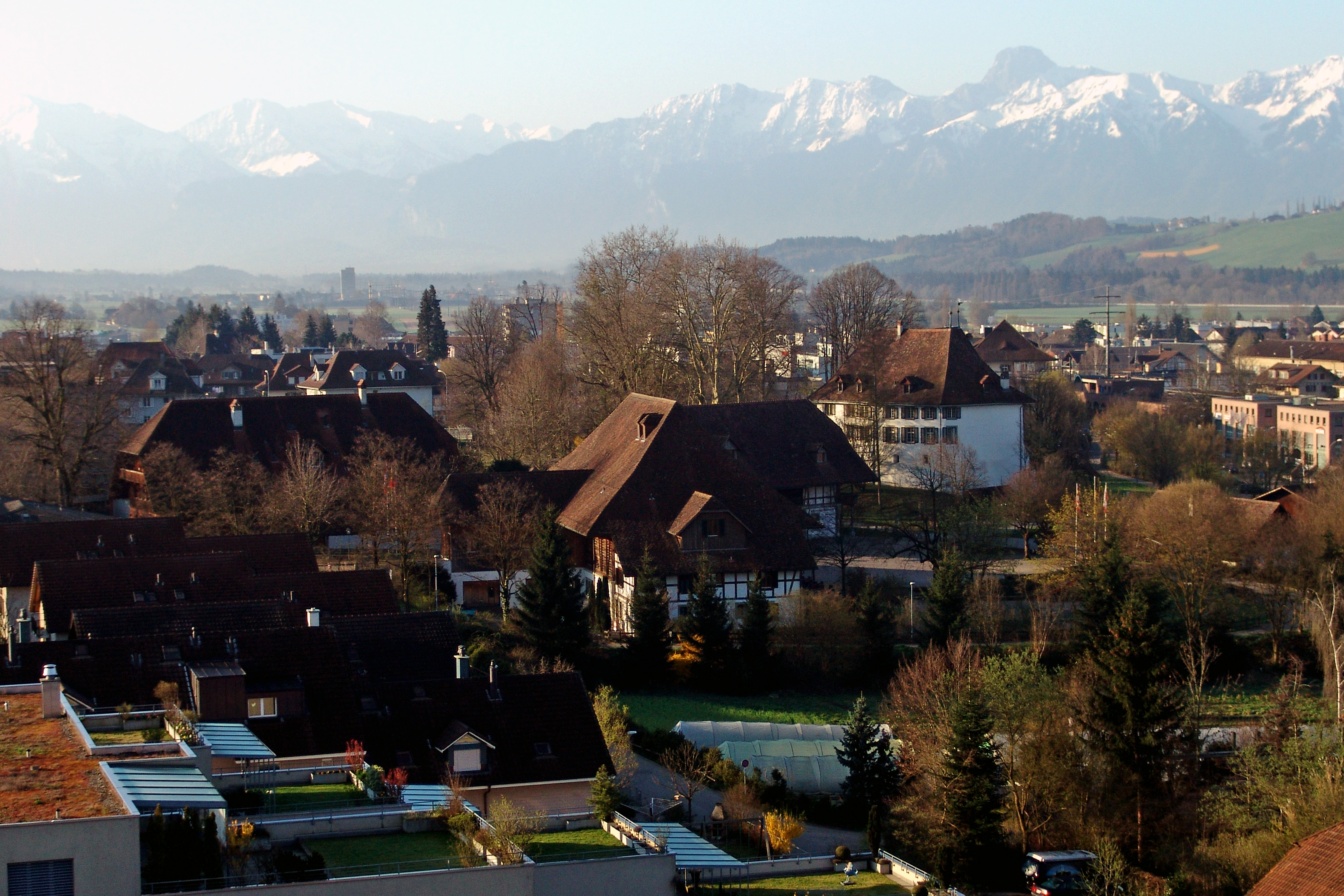
Zámek
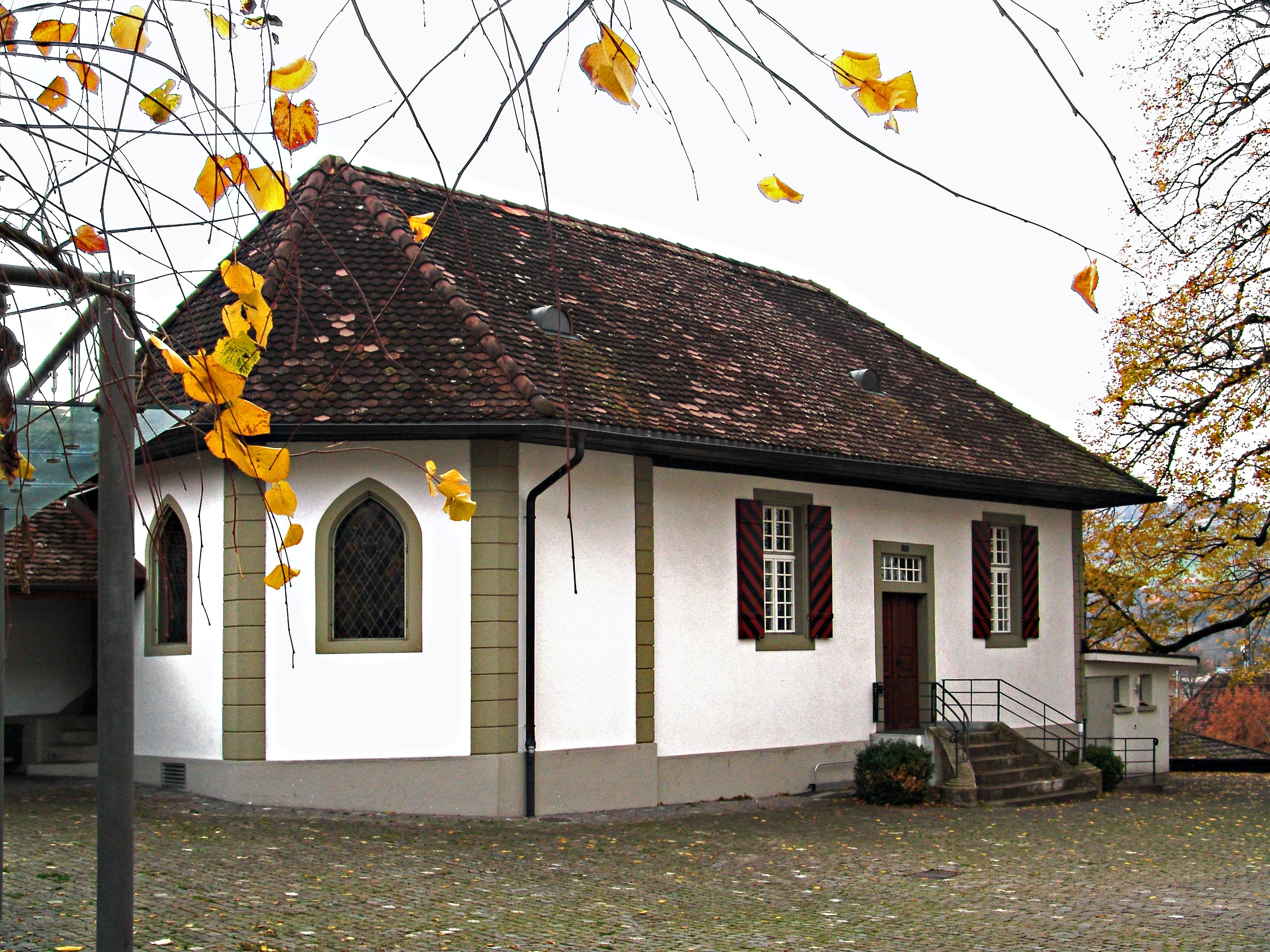
Reformovaný kostel
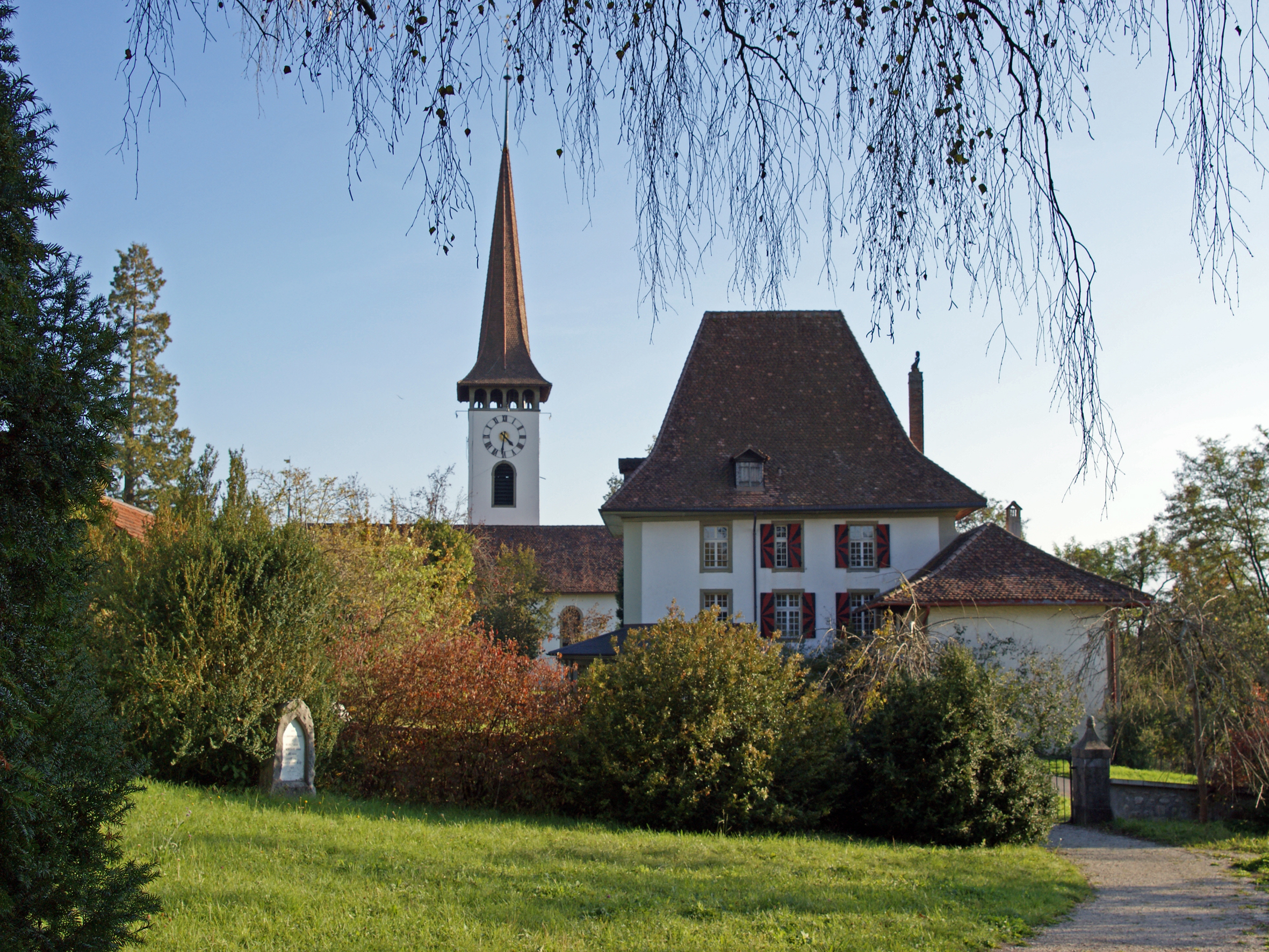
Fara
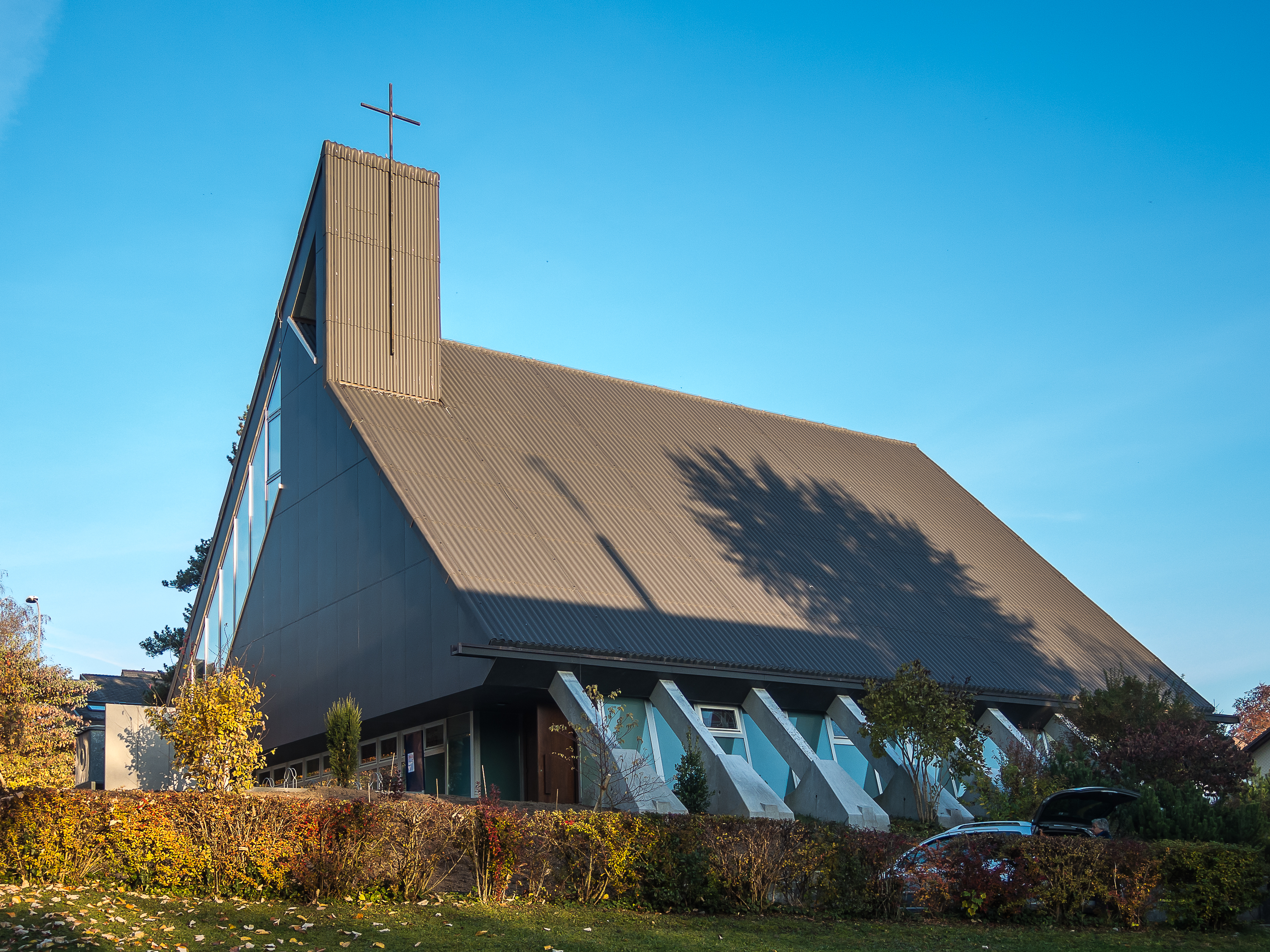
Římskokatolický kostel
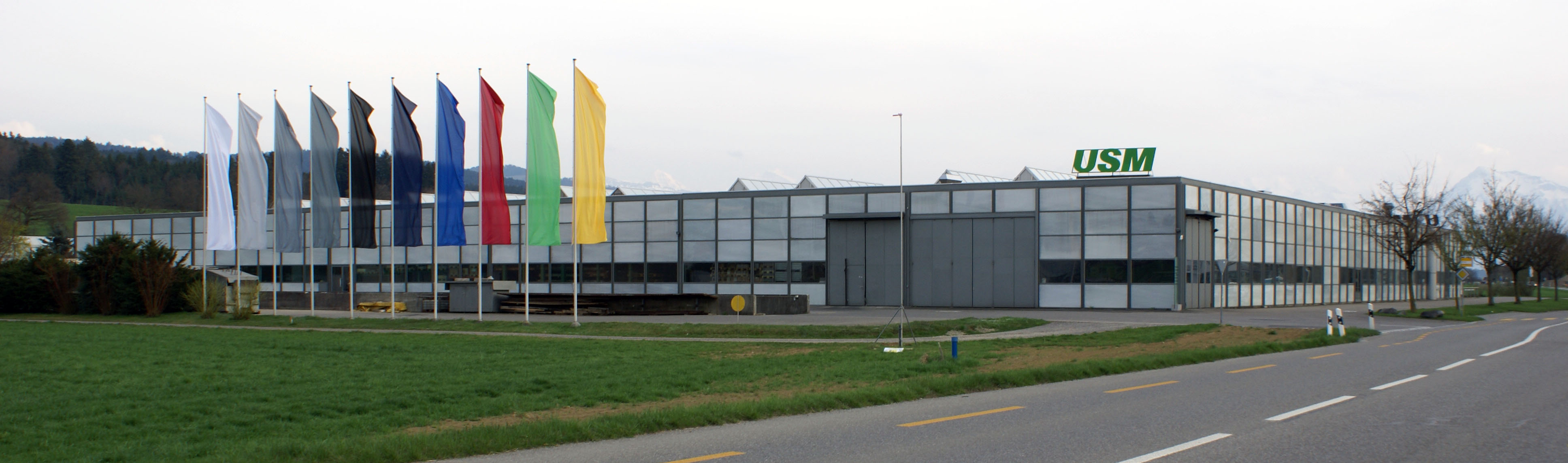
Továrna firmy USM
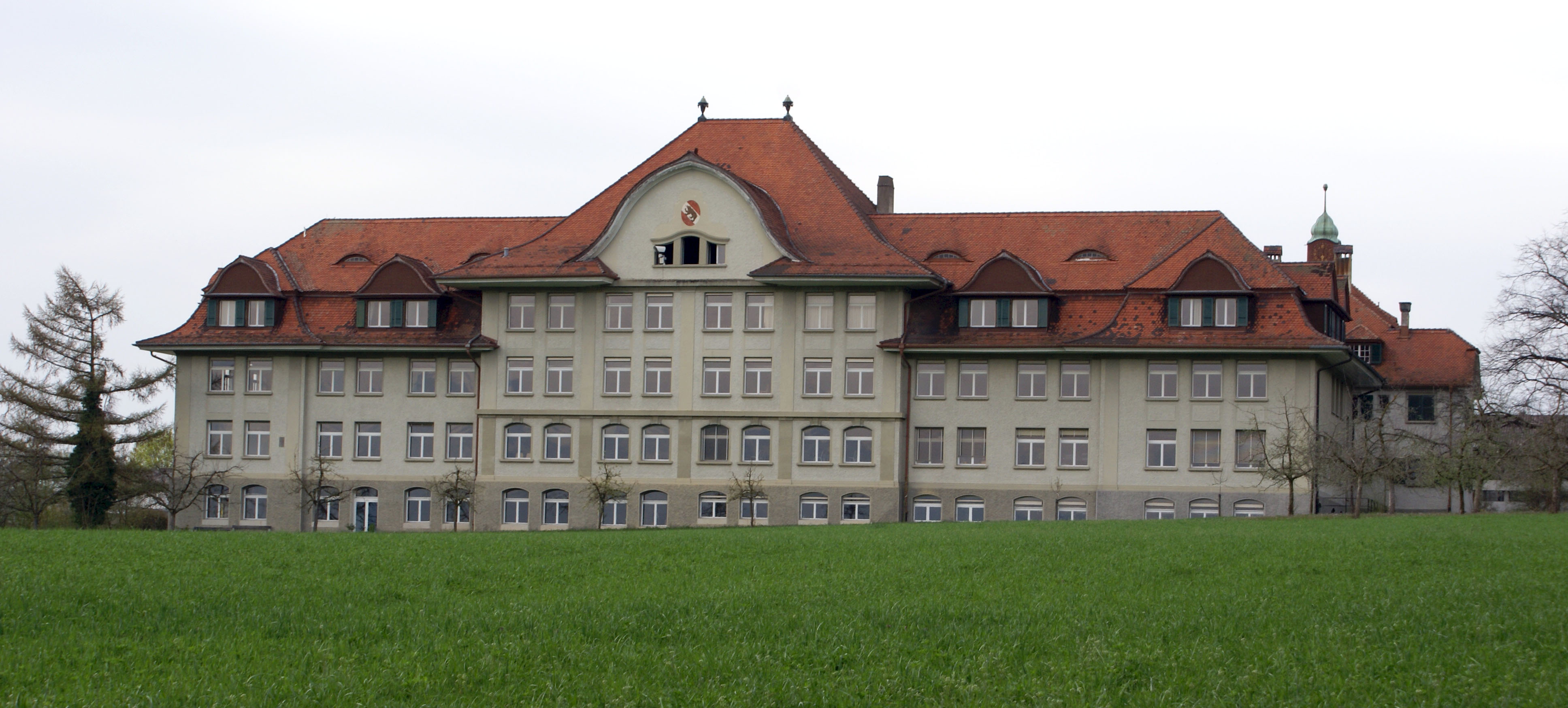
Zemědělská škola
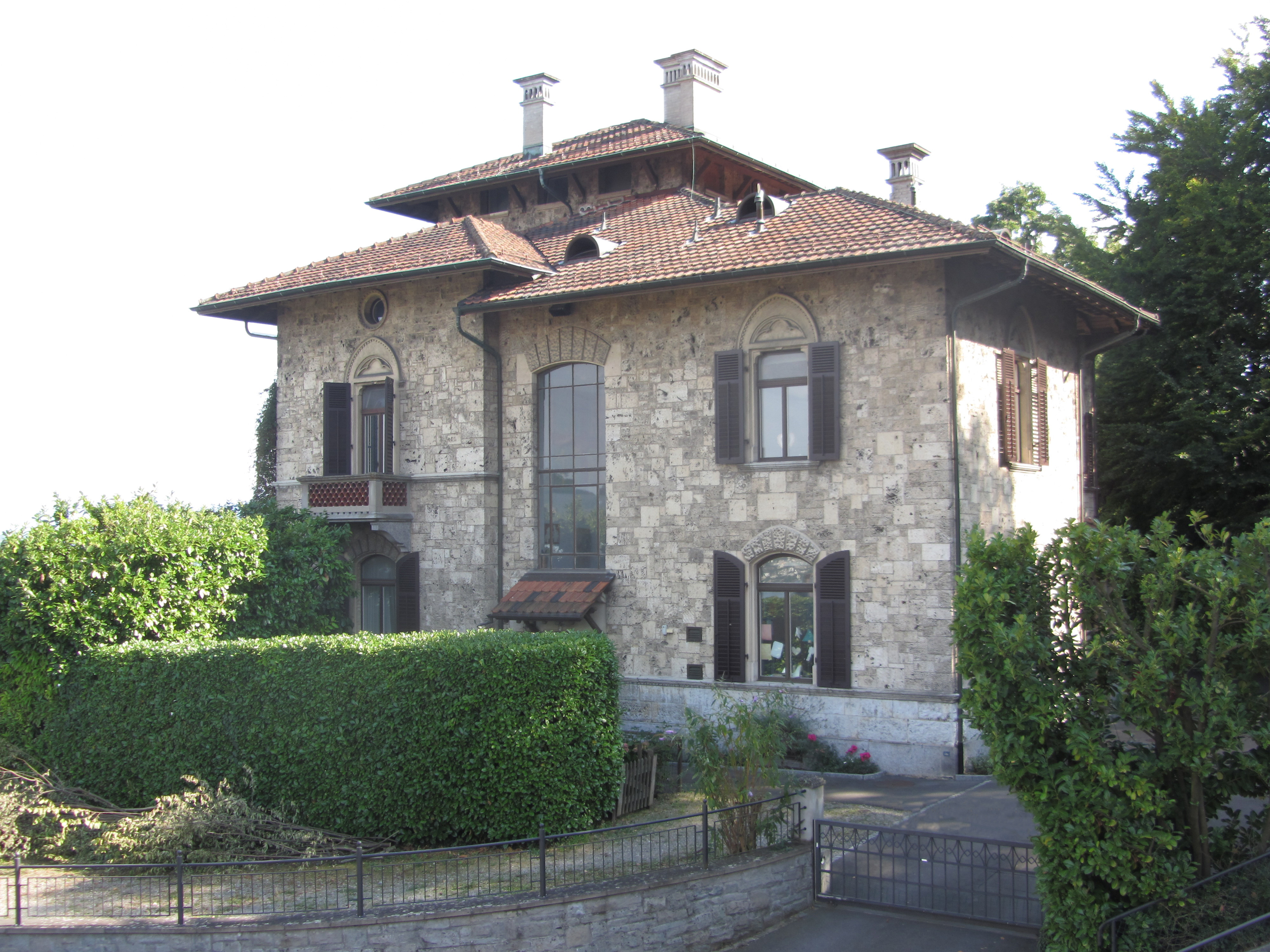
Vila Usteri
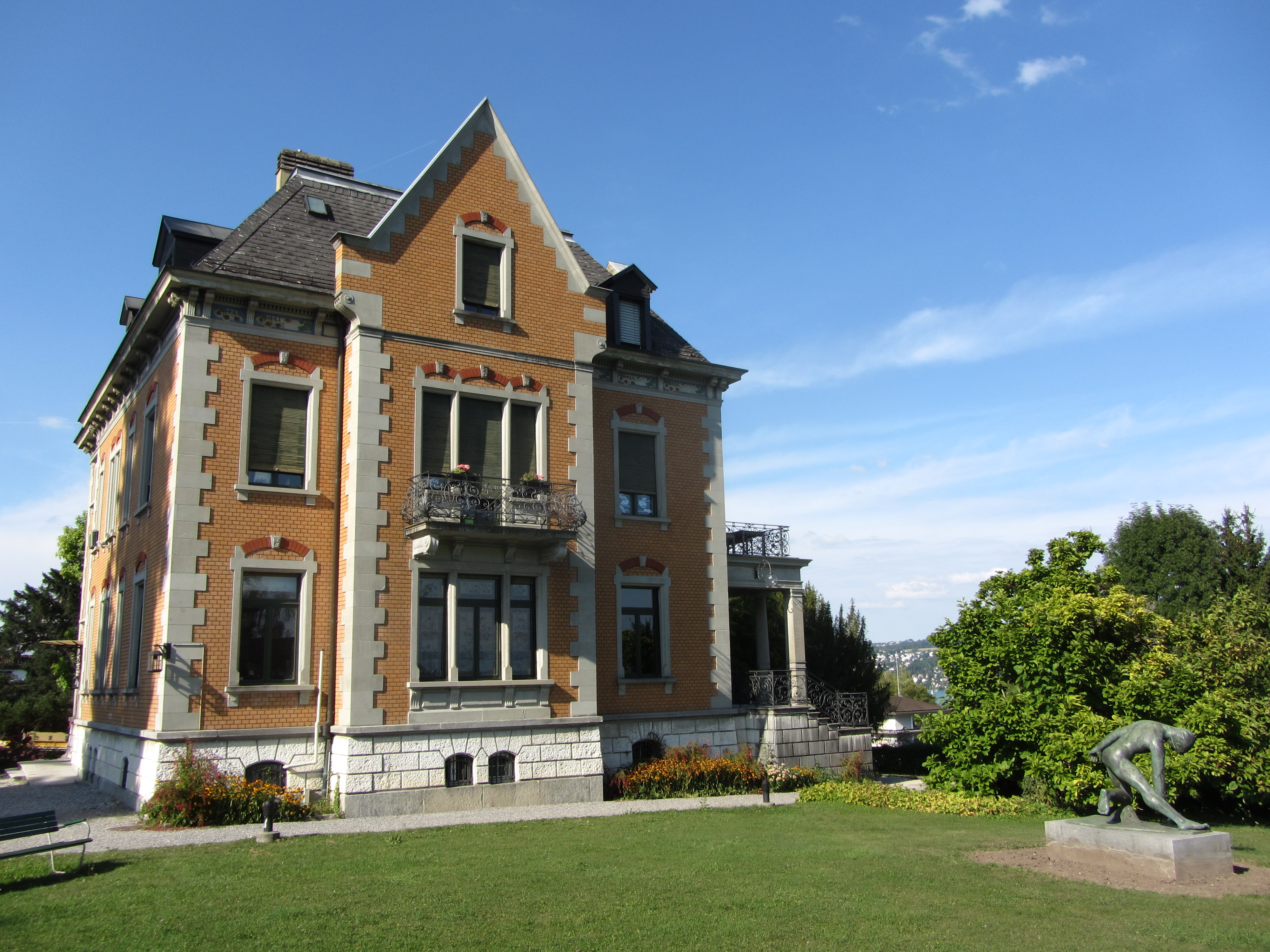
Oetikergut
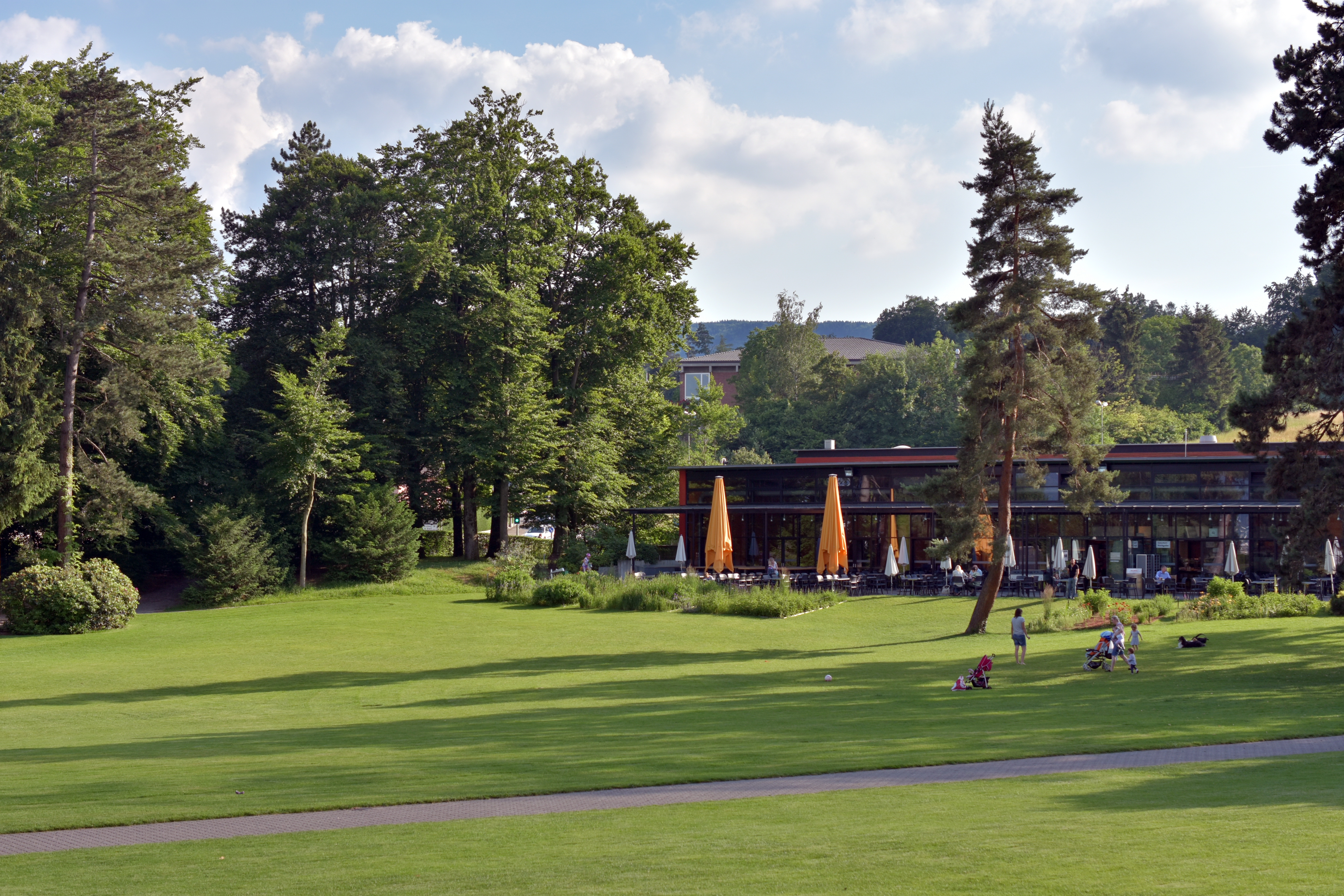
Park im Grüene